# Saint-Roch
Saint-Roch är en kommun i departementet Indre-et-Loire i regionen Centre-Val de Loire i de centrala delarna av Frankrike. Kommunen ligger i kantonen Neuillé-Pont-Pierre som tillhör arrondissementet Tours. År 2022 hade Saint-Roch 1 335 invånare.

## Befolkningsutveckling
Antalet invånare i kommunen Saint-Roch
Referens:INSEE